# Кльонова (гміна)
Гміна Кльонова (пол. Gmina Klonowa) — сільська гміна у центральній Польщі. Належить до Серадзького повіту Лодзинського воєводства.
Станом на 31 грудня 2011 у гміні проживало 2985 осіб.

## Площа
Згідно з даними за 2007 рік площа гміни становила 95.37 км², у тому числі:
- орні землі: 63.00%
- ліси: 32.00%

Таким чином, площа гміни становить 6.40% площі повіту.

## Населення
Станом на 31 грудня 2011:
| Опис     | Загалом | Загалом | Чоловіки | Чоловіки | Жінки | Жінки |
| -------- | ------- | ------- | -------- | -------- | ----- | ----- |
| одиниця  | осіб    | %       | осіб     | %        | осіб  | %     |
| все      | 2985    | 100     | 1468     | 49.18    | 1517  | 50.82 |
| міське   | 0       | 100     | 0        |          | 0     |       |
| сільське | 2985    | 100     | 1468     | 49.18    | 1517  | 50.82 |

## Сусідні гміни
Гміна Кльонова межує з такими гмінами: Броншевіце, Ґалевіце, Злочев, Лютутув, Чайкув.